# Cryptothecia punctosorediata
Cryptothecia punctosorediata är en lavart som beskrevs av Sparrius. Cryptothecia punctosorediata ingår i släktet Cryptothecia och familjen Arthoniaceae.   Inga underarter finns listade i Catalogue of Life.